# Lithophaga robusta
Lithophaga robusta is een tweekleppigensoort uit de familie van de Mytilidae. De wetenschappelijke naam van de soort is voor het eerst geldig gepubliceerd in 1919 door Jousseaume in Lamy.